# Ozzy Osbourne
John Michael Osbourne, detto Ozzy (Marston Green, 3 dicembre 1948 – Chalfont St. Giles, 22 luglio 2025), è stato un cantautore e compositore britannico.
Divenuto famoso prima come frontman dei Black Sabbath e poi con una carriera solista di grande successo, viene considerato il «padrino dell'heavy metal»; per la sua musica e per il suo carisma sul palcoscenico, viene considerato un innovatore e uno dei padri fondatori del genere. Nel 2006 la rivista Hit Parader lo ha inserito nella sua lista dei 100 migliori cantanti metal di tutti i tempi alla posizione numero 8. Il cantante viene anche ricordato per i suoi atteggiamenti trasgressivi, che hanno spesso suscitato le polemiche di gruppi religiosi e conservatori, e per i suoi eccessi che lo hanno spesso esposto a problemi di salute e con la legge e gli hanno fatto guadagnare un altro celebre soprannome, quello di «principe delle tenebre» ("Prince of Darkness"); egli stesso alimentò la propria fama in tal senso, presentandosi con quest'ultimo nomignolo durante i primi anni della sua carriera.
Nella sua carriera di musicista ha venduto oltre 50 milioni di dischi da solista in tutto il mondo, conto che sale a circa 100 milioni in totale, contando la sua carriera nei Black Sabbath dalla fondazione del gruppo nel 1970 al 1978, le sporadiche reunion del 1985 e del periodo 1997-2006 (durante le quali però non pubblicarono alcun album di inediti), la reunion del 2011, lo scioglimento del gruppo nel 2017 e il concerto finale della band nel 2025.

## Biografia
(Ozzy Osbourne)

### Infanzia e adolescenza
John Michael Osbourne nacque a Marston Green, nel Warwickshire, il 3 dicembre 1948; e crebbe a Birmingham, nel quartiere di Aston, in una famiglia di classe operaia. Suo padre, John Thomas Jack Osbourne, era un attrezzista della General Electric Company plc, mentre sua madre Lillian, di fede cattolica non praticante, era operaia in una fabbrica. Quarto di sei figli (due fratelli: Paul e Tony; tre sorelle: Jean, Iris e Gillian), le sue condizioni familiari erano disagiate e aveva problemi di linguaggio, essendo dislessico e balbuziente.
Era anche affetto da una forma grave di disturbo da deficit dell'attenzione che gli impediva di concentrarsi su una cosa per poco più di un minuto. I soprannomi che si guadagnò a scuola furono Oz-brain, Ozzie ed il più noto Ozzy; i soprannomi derivano dal fatto non riusciva a pronunciare il proprio cognome senza esitare, dunque pressappoco «Os-os-os-bourne». Uno dei compagni di scuola che maggiormente detestava era Anthony Frank Iommi, noto in futuro come Tony Iommi: i due si picchiarono in molte occasioni per poi trovarsi successivamente nella stessa band.
Durante la sua giovinezza crebbe con la musica dei Beatles: la canzone She Loves You lo spinse a cimentarsi come musicista. Il padre non voleva che suo figlio facesse questa professione, poiché considerava il gruppo di Liverpool una cattiva influenza per i giovani e desiderava che diventasse commerciante, per evitargli un futuro come operaio nelle fabbriche. Appena quattordicenne, Ozzy entrò a far parte di una band chiamata The Black Panthers e partecipò a serate musicali per guadagnare un po' di soldi e migliorare sia le sue condizioni di vita, sia quelle della sua famiglia.
Abbandonata la scuola, all'età di quindici anni cominciò a praticare vari lavori quali operaio edile di cantiere, idraulico, attrezzista, operaio in una fabbrica di auto e macellaio presso un mattatoio, ma non si sentiva portato per questi mestieri. L’adolescenza turbolenta, unita alle condizioni misere, lo condusse a commettere piccoli furti: infatti, non ancora maggiorenne, tentò di rubare da un appartamento un televisore da 24 pollici, ma perse l'equilibrio a causa del peso dell'apparecchio, che gli finì addosso bloccandolo e per questo reato venne incarcerato per sei settimane presso la Winston Green Prison di Birmingham. Mentre scontava la pena, si tatuò il suo nomignolo "OZZY" sulle falangi inferiori della mano sinistra, con un ago e un pezzo di grafite. Uscito dal carcere riprese l’attività di musicista, cercando di fare della musica la propria professione. Suonò prima con la band Music Machine, poi con gli Approach e si diede il nome d'arte "Ozzy Zig" e, ottenuto un prestito da suo padre, comprò un amplificatore da 50 watt.

### Anni 1970: l'esordio con i Black Sabbath

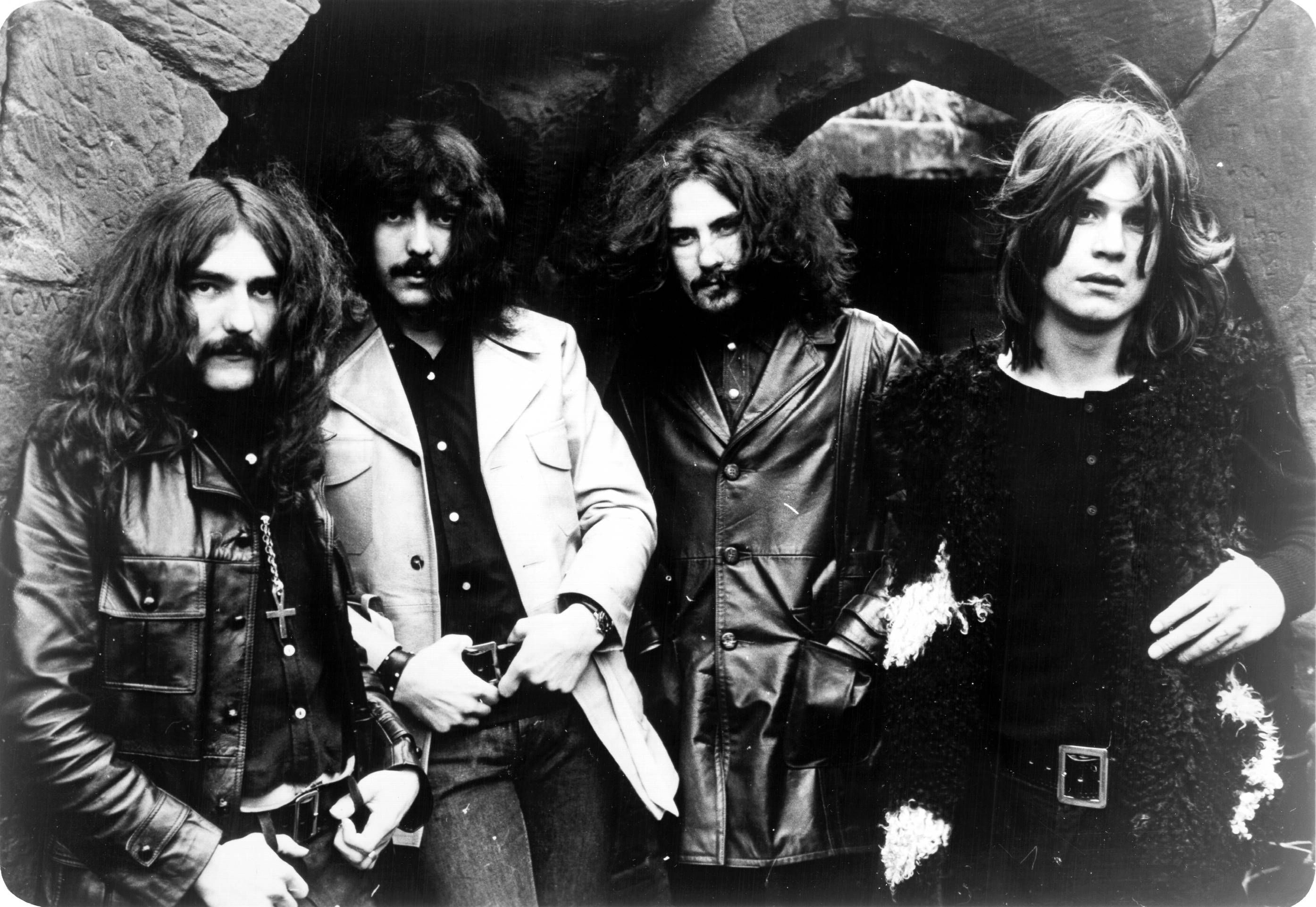
I Black Sabbath nel 1970. Da sinistra: Geezer Butler, Tony Iommi, Bill Ward e Ozzy Osbourne

Un giorno si recò in un negozio di dischi della sua città e attaccò in una bacheca un annuncio che recitava: «Ozzy Zig requires gig. Owns own P.A.» (Ozzy Zig cerca concerti. Possiede un amplificatore). Tony Iommi e Bill Ward, passando per quel negozio, videro l'annuncio. Iommi stentò a credere che il suo acerrimo rivale durante il periodo scolastico facesse il cantante. I due si recarono a casa di Osbourne e, dopo aver parlato un po', decisero di aggregarsi a lui. Osbourne portò con sé anche il chitarrista Geezer Butler, che in seguito divenne bassista e che aveva militato con lui nei Rare Breed, una band di breve vita.
Nacquero così i Polka Tulk Blues Band che in futuro, dopo alcuni cambi di nome e di membri, si diedero il nome di Black Sabbath, preso dal titolo americano del film di Mario Bava I tre volti della paura, un horror a episodi del 1963. La band ebbe un grande successo con album come Black Sabbath, Paranoid, Master of Reality e Sabbath Bloody Sabbath, ma la fama lo fece sprofondare nell'abisso della droga e dell'alcool.
Sul finire degli anni settanta la serie positiva della band iniziò a declinare. Inoltre Osbourne passò un periodo molto triste: la morte del padre lo portò ad una profonda depressione. Poco dopo infatti, Osbourne lasciò la band e venne sostituito da Dave Walker dei Fleetwood Mac. Dopo l'allontanamento dai Sabbath, volle fondare un progetto solista. Così nel 1977 decise di contattare alcuni musicisti per dare inizio alla sua nuova carriera. La formazione era composta dai membri della band Necromandus: Barry Dunnery alla chitarra, Dennis McCarten al basso e Frank Hall alla batteria. Questa formazione registrò alcune demo nello stesso anno per un eventuale album. Prima che questo fosse realizzato la band si sciolse. Frank Hall entrò poi nella band di Gerry Gillard. Lo stesso anno Ozzy cercò di riallestire una nuova formazione reclutando il chitarrista John Fraser-Binnie dalla band Dirty Tricks, il bassista Terry Horbury ed il batterista Andy Bierne. Anche questa formazione ebbe breve vita. Mentre Fraser-Binnie emerge poco dopo con la band Rogue Male e Andy Bierne entra nei Praying Mantis, Osbourne decise di tornare con i Black Sabbath e di riprendere il suo posto dopo l'uscita di Walker. La band, tornata con la formazione originaria, pubblicò Never Say Die!, album ostracizzato da molti critici e fan.
Oltre che per il fallimento del disco, i suoi rapporti con gli altri membri si logorarono per via dei suoi eccessi. Le divergenze divennero sempre di più insostenibili e il cantante venne licenziato dai suoi colleghi per abuso di stupefacenti ed alcool. Osbourne si difese dicendo che il suo consumo di droghe non era né inferiore né superiore a quello degli altri membri.

### 1980-1982: La carriera solista, i primi album con Randy Rhoads

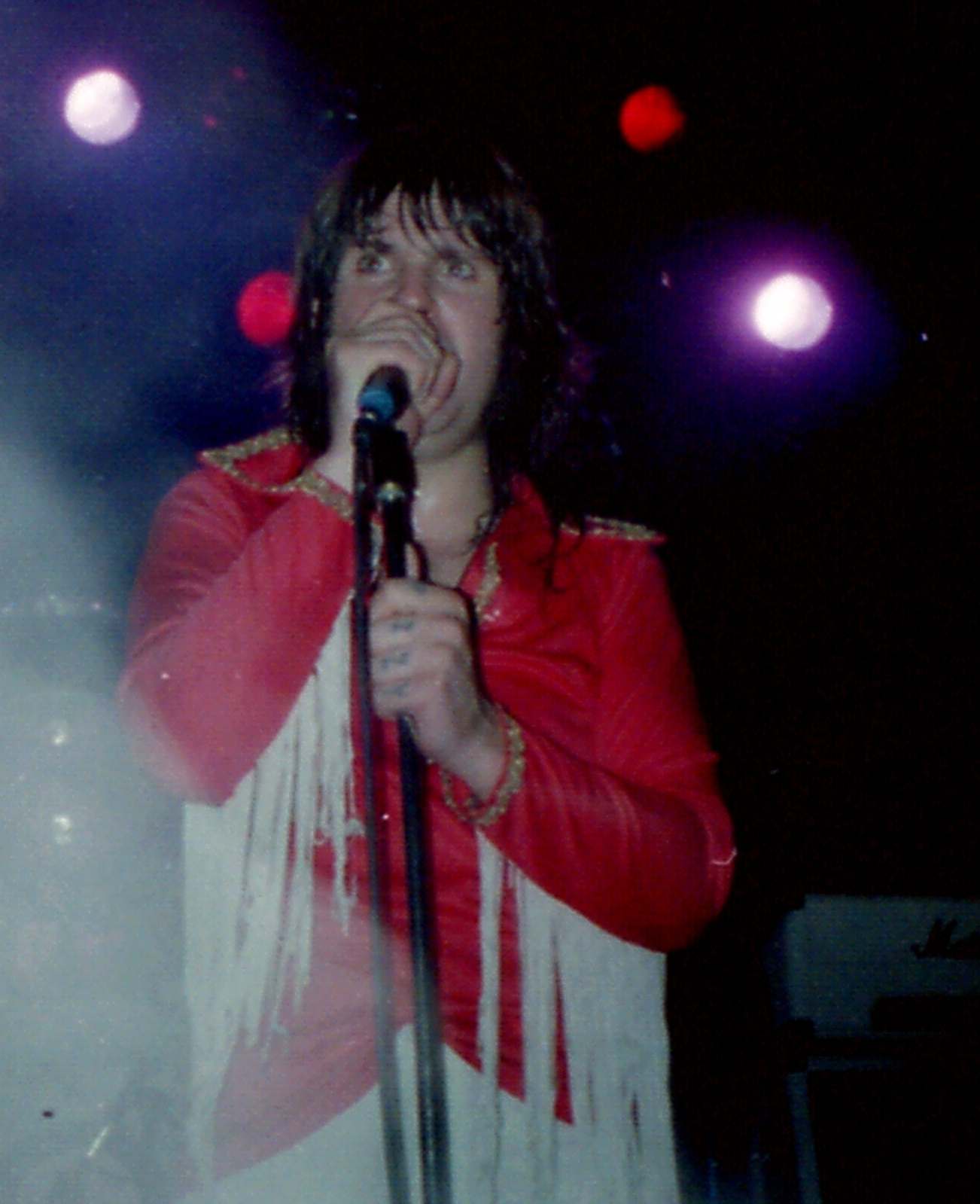
Ozzy Osbourne nel 1980

Cacciato da poco dai Black Sabbath il cantante, colto da psicosi maniaco-depressiva, si rinchiuse in una stanza d'albergo a Los Angeles e rimase lì per tre mesi a bere e drogarsi, disperato per la fine della sua avventura con la band. Ripresosi grazie al supporto della futura moglie Sharon, figlia di Don Arden, manager dei Black Sabbath, decise di formare un progetto solista e si mise alla ricerca di nuovi membri con l'aiuto del suo bassista temporaneo Dana Strum.
Strum raccomandò a Ozzy Randy Rhoads, talentuoso chitarrista dei Quiet Riot. Rhoads si presentò alle audizioni e venne accettato nella band, soffiando il posto a George Lynch. Tra il cantante e Rhoads nacque un grande legame artistico e di amicizia e i due si misero subito a comporre le canzoni per il primo album.

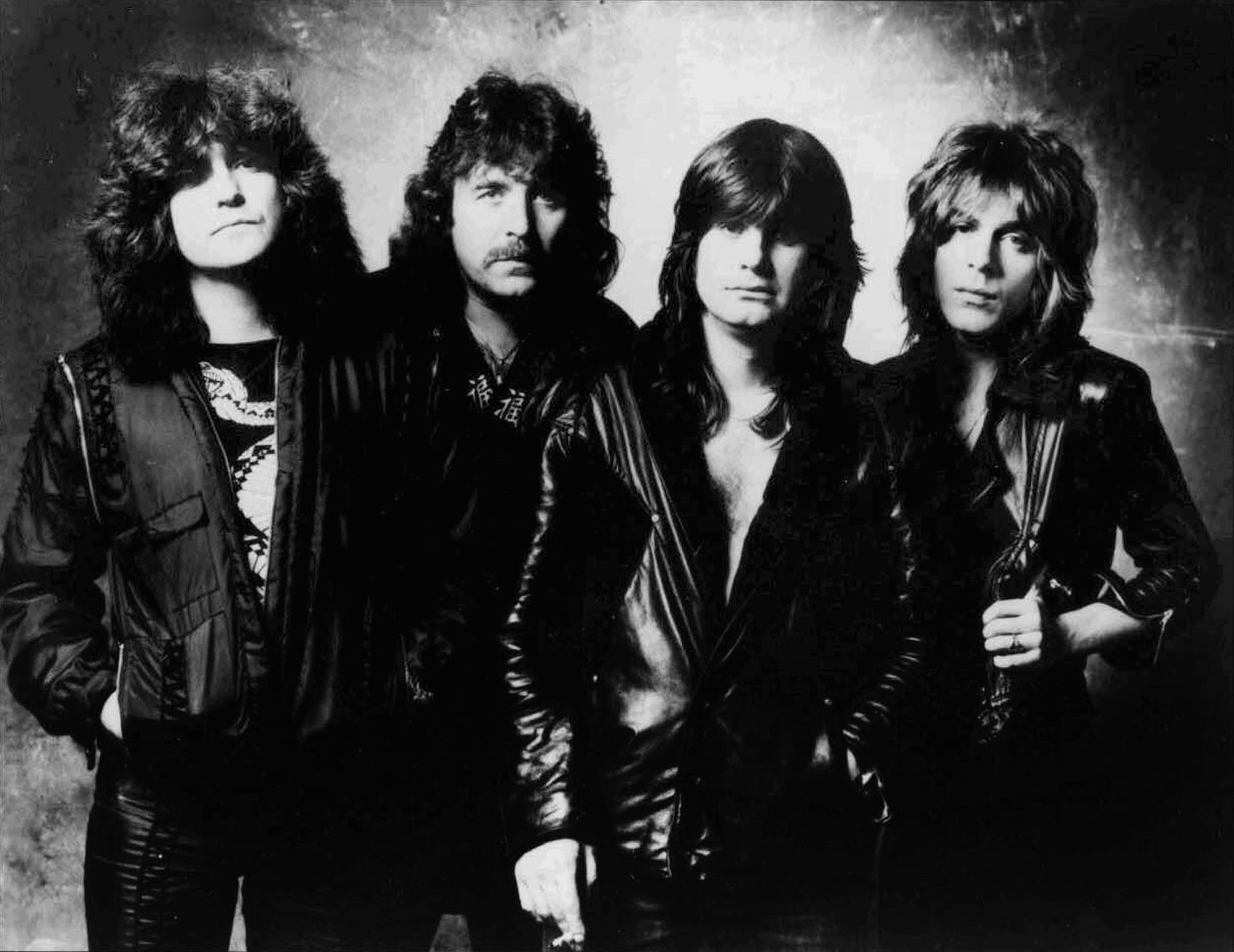
Ozzy Osbourne e la sua band nel 1980. Da sinistra: Bob Daisley, Lee Kerslake, Osbourne, Randy Rhoads

Oltre ad Osbourne, il gruppo era formato da Rhoads alla chitarra, Lee Kerslake (ex Uriah Heep) alla batteria, Bob Daisley (ex Rainbow) al basso e Don Airey (come membro esterno) alle tastiere, si chiamerà inizialmente Blizzard of Ozz, che sarà il titolo del primo disco, poi semplicemente Ozzy Osbourne. Con l'uscita del primo disco, appunto Blizzard of Ozz (1980) pubblicato dalla Jet Records, Osbourne ebbe il suo primo successo discografico da solista. L'album, trascinato dai singoli Crazy Train e Mr. Crowley, raggiunse alte posizioni nelle classifiche inglesi e americana dove rimase per quasi due anni, guadagnando il disco di platino.
Subito nacque il secondo album, Diary of a Madman (1981), anch'esso un successo, inciso con la stessa formazione del primo disco. Il titolo dell'album riprendeva l'autobiografia di Aleister Crowley, l'occultista che aveva ispirato il cantante già per il brano Mr. Crowley. Il tour seguito all'album vide cambiare la formazione della band: Daisley e Kerslake lasciano per rientrare negli Uriah Heep e vennero sostituiti da Tommy Aldridge (ex Gary Moore) alla batteria e Rudy Sarzo (ex Quiet Riot) al basso. Il tour riscosse ovunque enorme successo.
Il 19 marzo del 1982 il chitarrista Randy Rhoads morì in un tragico incidente aereo. La sua scomparsa fu un evento molto triste per Ozzy, essendoci stato tra i due un rapporto di amicizia molto grande. Il tour comunque doveva proseguire e il cantante trovò come sostituto Bernie Tormé (ex Gillan). Due mesi dopo Ozzy venne a conoscenza dell'imminente pubblicazione del live album Live Evil dei Black Sabbath e decise di rispondere alla sfida registrando un disco dal vivo dal titolo Talk of the Devil, infarcito di vecchie canzoni dei Sabbath. L'album, rinominato Speak of the Devil al di fuori del Regno Unito, venne registrato con l'apporto del chitarrista Brad Gillis.

### 1983-1987: cambi di formazione e le prime sperimentazioni

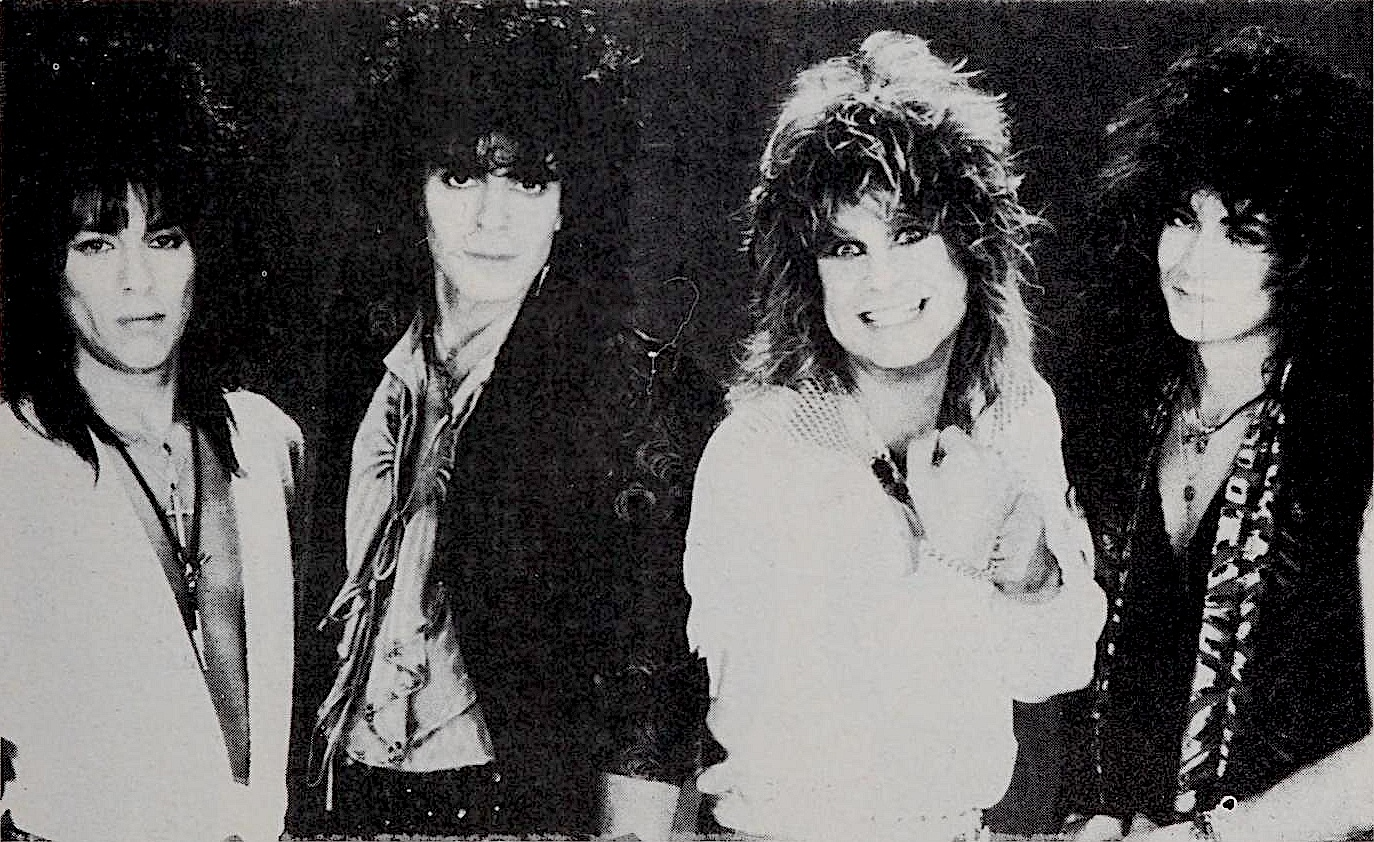
Ozzy Osbourne e la sua band nel 1986. Da sinistra: Randy Castillo, Phil Soussan, Osbourne, Jake E. Lee

Dopo che Gillis entrò nei Night Ranger, Osbourne si mise alla ricerca di un nuovo chitarrista. In origine scelse proprio George Lynch, musicista che aveva già perso il posto nella sua band quando era entrato Rhoads. Lynch tuttavia sostituì Gillis per soli tre giorni. Continuando la sua ricerca, contattò Michael Schenker, ma a causa del suo rifiuto si rivolse a Dave Meniketti dei Y&T, ma anche quest'ultimo declinò. Tra gli altri possibili candidati v'erano Robert Sarzo, fratello del bassista Rudy, che però fallì le audizioni e successivamente fonderà gli Hurricane, e Bill Tsamis (ex Warlord). Alle audizioni partecipò anche Marq Torien. Infine Osbourne arruolò Jake E. Lee (Jake Williams), strumentista con un passato nei Ratt e nei Rough Cutt. Con Lee nacque Bark at the Moon (1983), che riscosse un grande successo di vendite negli Stati Uniti d'America (tre dischi di platino), ma non ebbe altrettanta fortuna nel Regno Unito. Il lavoro vide anche il ritorno di Daisley al basso, la conferma di Don Airey alle tastiere e Tommy Aldridge alla batteria.
Sharon, la moglie di Ozzy diventata nel frattempo sua manager, lo convinse prima a cambiare casa discografica, passando alla CBS/Columbia, dopodiché lo aiutò a farsi ricoverare in una clinica per cercare di risolvere i gravi problemi di alcool e tossicodipendenza che lo affliggevano.
Il tour del 1985 venne portato a termine con difficoltà a causa dei continui cambiamenti di formazione dovuti all'abbandono di Daisley, sostituito da Phil Soussan, e Carmine Appice, che suonò nel tour del disco e che fu rimpiazzato in maniera provvisoria prima da Aldrige e poi da Randy Castillo (ex Lita Ford). Rimane memorabile la data del 13 luglio in cui Ozzy si riunì a Iommi, Butler e Ward nella formazione storica dei Black Sabbath per partecipare al Live Aid.
The Ultimate Sin (1986), realizzato con la nuova formazione, presentò sonorità vicine all'hair metal, dove la presenza e il songwriting di Lee si fecero sentire in quasi tutto l'arco dell'album. Il disco ebbe una buona vendita, anche se molti fan del cantante non lo apprezzarono granché. Nonostante ciò, il singolo Shot in the Dark sfrecciò in vetta alle classifiche americane di quel periodo. Il tour del disco venne intrapreso con i Metallica come band di supporto e toccò anche il Monsters of Rock di Castle Donington.
Nello stesso anno della pubblicazione del disco, trovò modo di partecipare anche a vari film horror, ad esempio in Morte a 33 giri, dove compare anche Gene Simmons dei Kiss nei panni di un radiofonico chiamato "Nuke". Osbourne interpreta una figura contraddittoria, ossia la parte del reverendo Aaron Gilstrom, un prete che vuole eliminare la musica Heavy metal perché considerata violenta e demoniaca. Parteciperà in seguito come attore in altri film: Gangster per gioco (1995), in cui è un band manager e Private Parts, in cui interpreta se stesso.

### 1988-1994: l'arrivo di Zakk Wylde, il successo diNo More Tearse la pausa

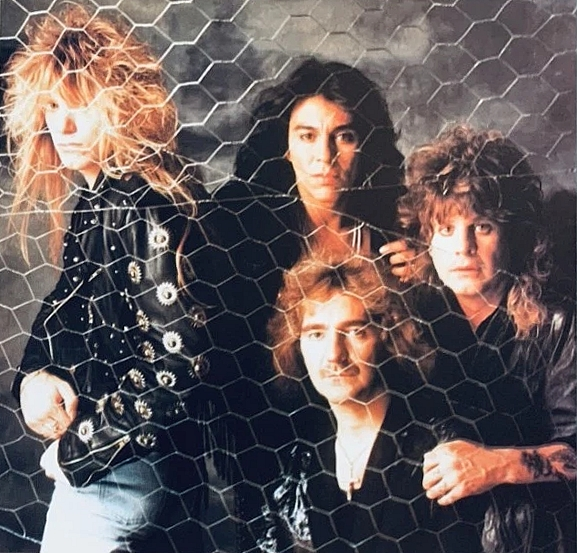
La band di Ozzy nel 1988. Da sinistra: Zakk Wylde, Randy Castillo, Geezer Butler (in basso), Ozzy Osbourne

Jake E. Lee lasciò la formazione per cause mai accertate (lo stesso Ozzy non ha spiegato chiaramente l'accaduto) e venne sostituito dal giovanissimo Zakk Wylde. Anche Gary Hoey fu provinato in sostituzione di E. Lee, ma alla fine venne scartato. Ozzy trovò in Wylde il suo musicista ideale e l'intesa tra i due divenne rapidamente grande e il cantante fu anche il padrino di battesimo del primo figlio del chitarrista. Quest'ultimo esordì con No Rest for the Wicked (1988), un album che abbandonò gli elementi hair/glam del disco precedente e che presentava sonorità più graffianti. Soussan, che aveva lasciato la band già prima delle registrazioni dell'album, venne sostituito da Daisley, che si occupò delle parti di basso del nuovo disco. Durante il tour del 1989, fu ingaggiato l'ex collega nei Black Sabbath Geezer Butler al posto di Daisley e il gruppo partecipò al Moscow Music Peace Festival, uno show a scopo benefico tenutosi a Mosca, in compagnia di altre band come Scorpions, Mötley Crüe, Bon Jovi e Cinderella.
Prima di quella storica data, era stato pubblicato il brano Close My Eyes Forever (dall'album Lita) in compagnia di Lita Ford. Nell'agosto 1989 i problemi di Osbourne con la legge tornarono, quando tentò di strangolare sua moglie Sharon mentre era ubriaco perché aveva bevuto quattro bottiglie di vodka. Dopo essere stato rilasciato, si riconciliò con la moglie e seguì un programma di riabilitazione dall'alcool.
Nel 1990 pubblicò Just Say Ozzy, un EP di 6 tracce che riassume il tour di No Rest for the Wicked, effettuato con Geezer Butler al basso. A quattro anni dall'ultimo album in studio, fu pubblicato No More Tears (1991), album di enorme successo commerciale e di critica. Osbourne si fece aiutare nella stesura delle canzoni da Zakk Wylde, Randy Castillo, il nuovo bassista Mike Inez e Lemmy Kilmister, leader dei Motörhead. Il gruppo vinse anche un Grammy Award nella categoria miglior interpretazione metal, grazie al brano I Don't Want to Change the World. Sempre nel 1990 partecipa al singolo Bomber, dell'ex collega dei Black Sabbath Bill Ward.
Dopo la pubblicazione dell'album, fu il momento del tour mondiale, culminato nello storico concerto tenuto al Pacific Amphiteatre di Costa Mesa il 15 novembre 1992, durante il quale salirono sul palco Iommi, Butler e Vinny Appice, ma non Ronnie James Dio che si rifiutò, decretando la fine del suo rapporto con i Sabbath); insieme suonarono per oltre mezz'ora i classici della band. Dal Theatre of Madness Tour venne anche tratto nel 1993 il doppio album Live & Loud. Terminato il tour, Osbourne si prese un paio d'anni di pausa per disintossicarsi dalle droghe e dall'alcol e circolò ufficialmente la voce del suo ritiro, tanto che lo stesso Wylde lasciò la band tentando di aggregarsi ai Guns N' Roses. Sempre nel 1992 è citato nel singolo dei Ramones Censorshit insieme a Frank Zappa, dove vengono descritti come persone che non accettano compromessi e che dicono quello che pensano.

### 1995-1999: il ritorno e l'Ozzfest

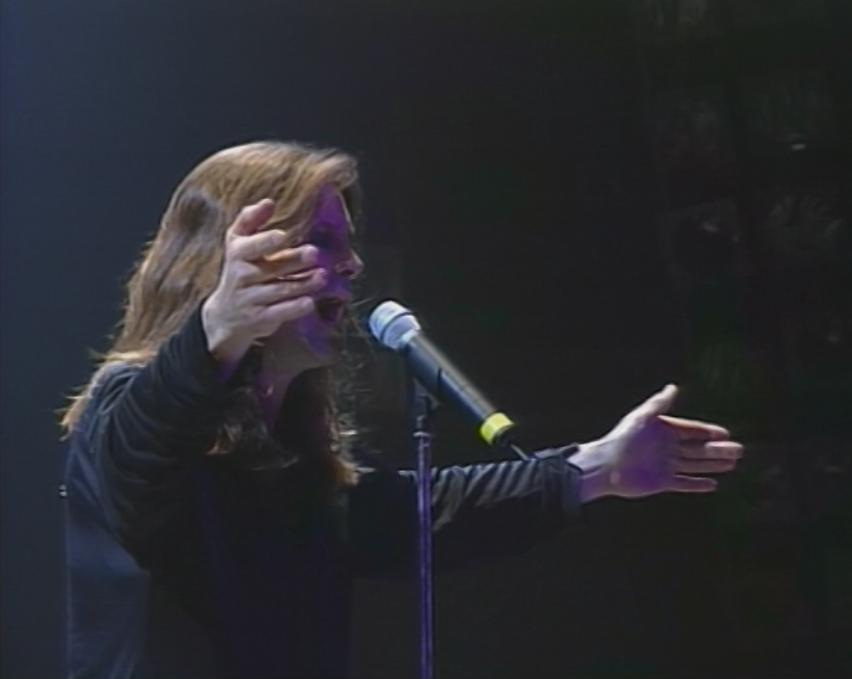
Ozzy Osbourne in concerto nel 1997

Nel 1995 ritornò sulla scena, pensando di organizzare un nuovo tour mondiale intitolato Retirement Sucks, e pubblicò Ozzmosis (con Deen Castronovo alla batteria in sostituzione di Castillo e Geezer Butler al basso), un album che divise fan e critica. In Ozzmosis c'è una canzone, My Little Man, dedicata a suo figlio Jack, composta con Steve Vai, che però non suona sul disco. Dopo le incisioni, Wylde lasciò temporaneamente il gruppo, dedicandosi ai suoi vari progetti (ad esempio i Pride & Glory e successivamente i Black Label Society) e venne sostituito dall'ex Lizzy Borden, Joe Holmes con cui però incise una sola canzone: Walk on Water, facente parte della colonna sonora del film Beavis & Butt-Head alla conquista dell'America.

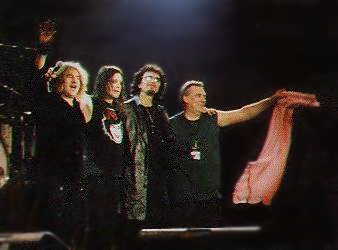
I Black Sabbath nel 1999

Dal 1996 Ozzy, assieme alla moglie-manager Sharon, organizza l'Ozzfest, festival con la partecipazione di vari gruppi heavy metal, da quelli storici come Motörhead, Slayer, Iron Maiden, Megadeth, Foo Fighters, Sepultura, Judas Priest, Metallica e Pantera a quelli più recenti come System of a Down, Marilyn Manson, Papa Roach, Rob Zombie, Biohazard, Lacuna Coil, Coal Chamber, Linkin Park, Slipknot e Korn. Nel 1997 venne pubblicato The Ozzman Cometh, la prima raccolta, mentre il cantante si ritirò a vita privata, ancora una volta per disintossicarsi dall'alcool. Nel 1998 viene pubblicato l'album live dei Black Sabbath, Reunion, che è la testimonianza su doppio LP della reunion della formazione originale dei Black Sabbath, (Butler-Iommi-Osbourne-Ward) per dei concerti, in questo caso nella nativa Birmingham, l'album contiene anche due inediti registrati in studio, Psycho Man e Selling My Soul, i primi due brani che Osbourne incide in studio con la sua vecchia band dai tempi di Never Say Die!. In questi due brani manca solo Bill Ward, batterista della formazione originale.

### Anni 2000: nuovi album eThe Osbournes

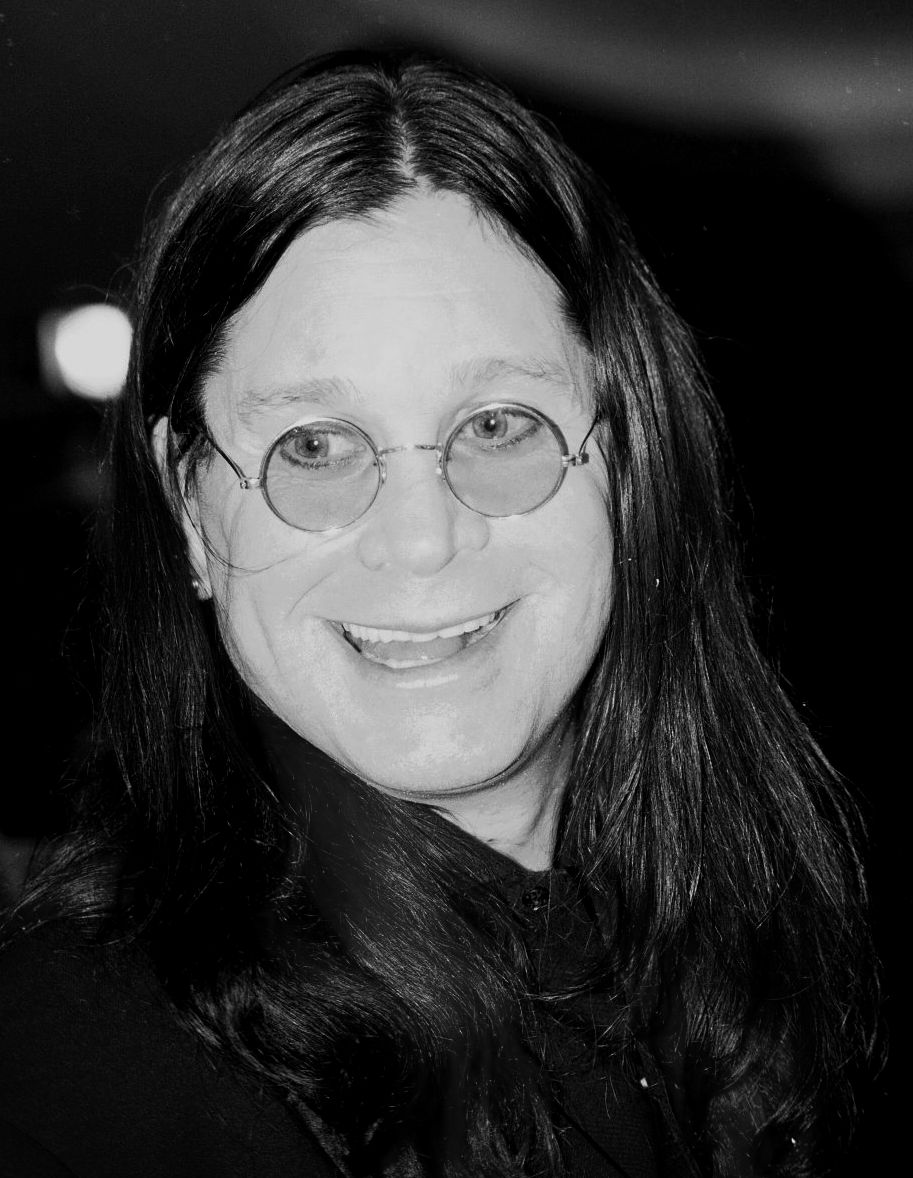
Ozzy Osbourne nel 2000

Nel dicembre 2000 partecipa assieme al collega Bill Ward al brano Who's Fooling Who, presente nell'album solista di Toni Iommi. Dopo una lunga interruzione compositiva il cantante tornò in scena nel 2001 con la pubblicazione di Down to Earth, un album molto duro con sonorità potenti e moderne. La formazione vide di ritorno Wylde e il reclutamento dell'ex Suicidal Tendencies Robert Trujillo al basso e dell'ex Faith No More Mike Bordin alla batteria. Dopo una serata al Budokan di Tokyo, venne pubblicato Live at Budokan.
La crescente popolarità del cantante lo portò a firmare un contratto con MTV per il reality show The Osbournes, in cui Ozzy e la sua famiglia, ad eccezione della prima figlia Aimee che rifiutò di apparire nel programma per tutelare la sua privacy, interpretano loro stessi nella loro routine giornaliera. La serie è stata accusata di eccessiva volgarità, tant'è che in alcuni paesi, tra cui gli Stati Uniti, ha dovuto subire delle censure, mentre in altri come Canada e Gran Bretagna viene trasmessa integralmente. Tuttavia il programma ebbe moltissimo successo in tutto il mondo e verrà premiato con l'Emmy Award, ma suscitò anche molto risentimento da parte dei suoi fan, con l'accusa di non interessarsi più alla musica. Qualche anno più tardi i figli dichiareranno, durante un documentario sulla vita del padre, che quel periodo fu il momento più drammatico per la loro famiglia, poiché gran parte dei componenti erano sotto effetto di droghe o, nel caso di Ozzy, continuamente ubriachi e questo non rendeva particolarmente piacevole vivere in quella situazione.

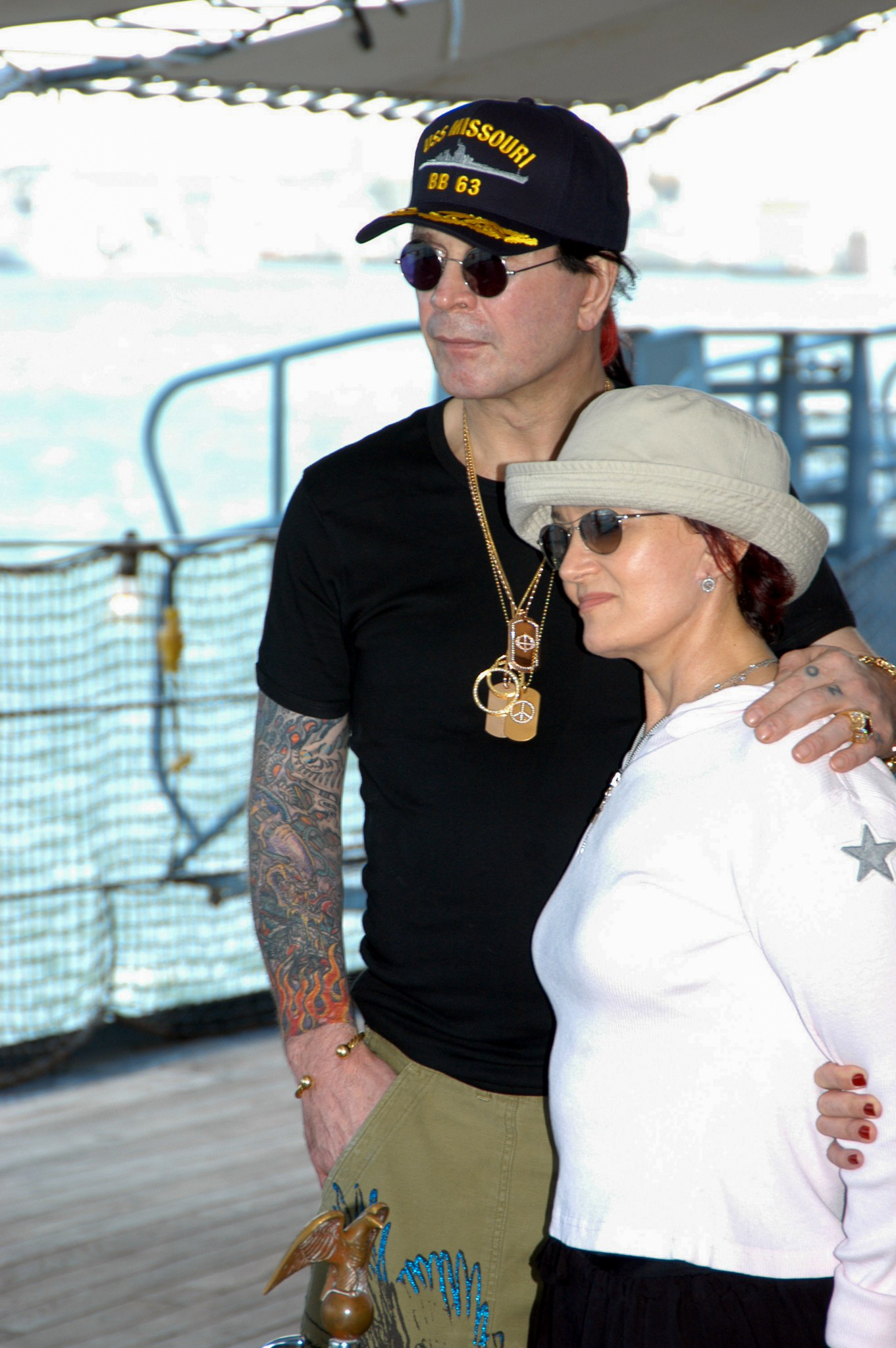
Ozzy Osbourne con la moglie Sharon sul set della serie TV The Osbournes nel 2004

Nel 2003 pubblica The Essential Ozzy Osbourne, un altro doppio album con tutti i suoi successi, orientato principalmente al pubblico che lo ha conosciuto attraverso la TV ma non ancora attraverso la sua musica.
Nel 2005 esce il cofanetto Prince of Darkness, con moltissime rarità in quattro CD e un libretto fotografico. Sempre nel 2005 viene pubblicato Under Cover, il primo disco di sole cover tra cui Sympathy for the Devil dei Rolling Stones e In My Life dei Beatles. Alla chitarra è presente Jerry Cantrell degli Alice in Chains e Chris Wyse al basso, in seguito sostituito, nello stesso anno, da Jason Newsted. Esce anche un singolo cantato da Ozzy assieme a sua figlia Kelly, ossia il remake di Changes dei Black Sabbath in versione 2005 di cui verrà realizzato anche un videoclip. È di questo periodo la dichiarazione che Ozzy è ricorso alla chirurgia plastica per cancellare i segni del tempo: ammetterà infatti di essersi fatto il lifting e rifatto il naso, dichiarando: "L'intervento mi ha aiutato a riguadagnare fiducia in me stesso".
Dopo un breve periodo di ricerca di un nuovo chitarrista solista, richiamò a sé l'amico Zakk Wylde, dedicatosi ormai a tempo pieno ai suoi Black Label Society, per la stesura di Black Rain, un nuovo album pubblicato nel mese di maggio del 2007. Durante un'intervista concessa ad un'emittente statunitense precisò che Black Rain fu, in assoluto, il primo album da lui registrato in stato di sobrietà. La canzone I Don't Wanna Stop fu suonata in una puntata di SmackDown.
Ozzy iniziò a registrare un nuovo album nell'agosto del 2008, partecipando all'album Slash del chitarrista Slash (ex Guns N' Roses) disponibile nel febbraio 2010. Osvbourne è stato inserito come personaggio nel videogioco Guitar Hero World Tour insieme a Zakk Wylde e a due canzoni, Crazy Train e Mr. Crowley. Quando si suonano queste canzoni, il gioco inserisce automaticamente anche Wylde, qualora il giocatore non suoni la chitarra. La sua seconda apparizione videoludica è in Brütal Legend, in cui il cantante è presente con voce e aspetto come il Guardiano del Metal, un venditore di equipaggiamento per il giocatore; interpretando tre canzoni da solista e tre con i Black Sabbath invita a partecipare alla colonna sonora. Nel 2009 ritorna in televisione insieme alla sua famiglia in uno show in sei puntate, intitolato Osbournes Reloaded.

### Anni 2010: la reunion dei Black Sabbath e i primi problemi di salute

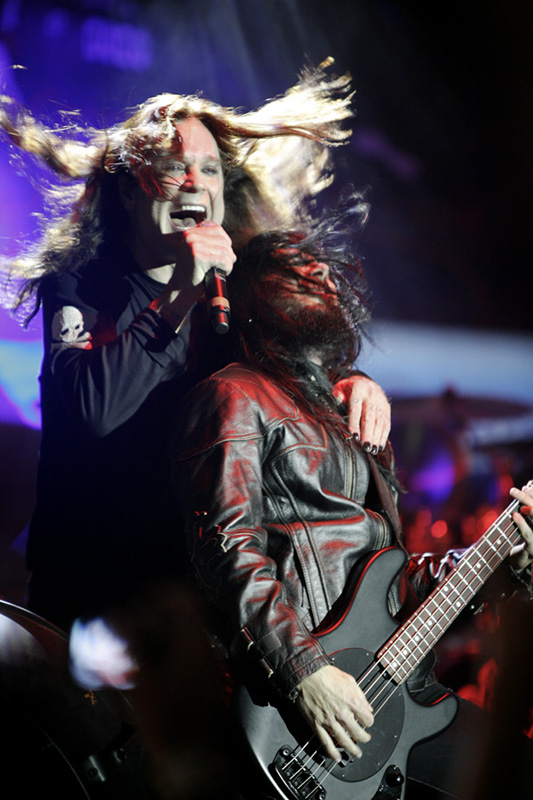
Ozzy Osbourne e il bassista Blasko in concerto nel 2013

Il 22 giugno 2010 è uscito il suo nuovo lavoro in studio intitolato Scream, il primo album dal 1986 senza la presenza di Zakk Wylde alla chitarra, sostituito da Gus G.. Ad anticipare l'uscita dell'album è stato il singolo Let Me Hear You Scream.
Già dall'agosto 2011 circolava la notizia di una Reunion dei Black Sabbath nella formazione originaria. Dopo le smentite da parte di Tony Iommi e indiscrezioni varie, l'11 novembre 2011 alle 11:11 viene annunciata la notizia della reunion al Whiskey Go Go dove si è tenuta una lunga conferenza stampa sull'evento. Nella conferenza fu annunciata la realizzazione di un nuovo album del gruppo e le date del tour mondiale previste nel 2012, sebbene in seguito abbiano subito cambiamenti: il 9 gennaio 2012 a Tony Iommi è stato diagnosticatoun linfoma nello stadio iniziale che ha compromesso il normale svolgimento del tour. Infatti sono state cancellate le date europee e al loro posto si esibiscono gli "Ozzy & friends", composti da Zakk Wylde, Rob "Blasko" Nicholson, Gus G., Ozzy Osbourne, Geezer Butler, Adam Wakeman, Tommy Clufetos e Slash. Nel 2013 i Black Sabbath pubblicano 13, il primo album con Ozzy Osbourne alla voce, dai tempi di Never Say Die. Il 15 agosto 2010 si è svolta la prima serata dell'evento legato al film documentario God Bless Ozzy Osbourne (tratto dalla sua celebre frase «God Bless You All» spesso ripetuta al pubblico durante le sue esibizioni dal vivo), che racconta la vita del "principe delle tenebre". Il film, coprodotto dal figlio Jack, ripercorre la carriera di Ozzy e la sua lotta per uscire dalle sue dipendenze dall'alcol e dalle droghe. Dal 24 al 29 agosto il film fu proiettato in più di 400 cinema negli Stati Uniti.
Negli anni successivi si dedica a sporadiche apparizioni dal vivo (tra cui una data da headliner al Download Festival, per la prima volta da solista dopo aver partecipato con i Black Sabbath, e il ritorno di Zakk Wylde nel 2017 per festeggiare i 30 anni di attività insieme a Osbourne) e pubblica la raccolta di successi Memoirs of a Madman. Nel 2018 partecipa al suo ultimo tour internazionale, chiamato No More Tours II (riferimento all'omonimo tour tenuto dal cantante nel 1992), per l'occasione accompagnato da Zakk Wylde. È costretto a cancellare le sue successive apparizioni dal vivo a causa di un'infezione da stafilococco alla mano e, successivamente, a una caduta avvenuta in casa che ha peggiorato i danni dell'infortunio alla spina dorsale risalente a un incidente in quad avvenuto nel 2003.

### 2020-2023:Ordinary Man,Patient Number 9e il ritiro dai tour
Nel 2020 esce il suo undicesimo album di inediti Ordinary Man, a distanza di 10 anni dall'ultimo lavoro in studio. Dall'album, per la volta scritto interamente non solo da Osbourne ma anche dai musicisti di cui si è avvalso nel disco (principalmente il bassista Duff McKagan dei Guns N' Roses, il batterista Chad Smith dei Red Hot Chili Peppers e il produttore e musicista Andrew Watt, alla prima esperienza discografica con Osbourne), verranno estratti, tra gli altri, i singoli di successo Under the Graveyard e l'omonimo Ordinary Man, quest'ultimo una power ballad in collaborazione con Elton John. All'album hanno partecipato anche Slash, Tom Morello e il rapper Post Malone. Poco dopo la pubblicazione di Ordinary Man, ha dichiarato che sarebbe tornato in studio per incidere un nuovo album sempre in collaborazione con il produttore Andrew Watt. Durante la promozione del disco, tuttavia, al cantante viene diagnosticata la malattia di Parkinson, che lo costringe a ridurre drasticamente gli impegni dal vivo e in studio.
Il 7 settembre 2021 esce, nell'ambito della serie Biography della A&E Networks, un episodio di due ore intitolato The Nine Lives of Ozzy Osbourne, che vede la partecipazione di Ozzy, la moglie Sharon, i figli Kelly e Jack e altri ospiti che ripercorrono, attraverso interviste e filmati di repertorio, la sua vita sino alla sua più recente lotta contro il Parkinson.
Nel giugno 2022 viene pubblicato il singolo Patient Number 9, che anticipa l'omonimo album in studio in uscita nel settembre dello stesso anno. Il disco, anch'esso prodotto da Andrew Watt, vede la partecipazione di numerosi celebri chitarristi che si intercambiano nei 13 brani che lo compongono, ossia Zakk Wylde, Jeff Beck, Tony Iommi, Mike McCready, Eric Clapton e Josh Homme. Prima dell'uscita dell'album, l'8 agosto si esibisce nuovamente, dopo cinque anni dall'ultima volta insieme e dopo quattro anni dalla sua ultima esibizione dal vivo, con Tony Iommi alla cerimonia di chiusura dei Commonwealth Games 2022 a Birmingham, la città di origine dei Black Sabbath. Alla fine dello stesso mese dichiara che, dopo numerosi anni passati a Los Angeles, tornerà a vivere insieme alla sua famiglia nel Regno Unito, a causa dell'aumento della criminalità e delle tasse negli Stati Uniti.
L'8 settembre, alla vigilia dell'uscita del nuovo album, si esibisce insieme a Zakk Wylde al SoFi Stadium durante l'intervallo della partita tra Los Angeles Rams e Buffalo Bills con le canzoni Patient Number 9 e Crazy Train. L'album debutterà direttamente alla seconda posizione delle classifiche di vendita britanniche, diventando il miglior debutto da solista di Ozzy in 42 anni di carriera. Il disco gli vale inoltre quattro nomination ai Grammy Awards 2023: migliore album rock per Patient Number 9, miglior interpretazione metal per Degradation Rules e miglior canzone rock e miglior interpretazione rock per Patient Number 9, trionfando nelle prime due categorie.
Il 1º febbraio 2023 Ozzy annuncia con un comunicato ufficiale che, nonostante le varie operazioni e la sua volontà di esibirsi dal vivo, a causa delle complicanze del suo stato di salute che non gli permettono di viaggiare in maniera intensiva, è costretto a non poter più partecipare a nessun tipo di tour; conseguentemente viene cancellato l'intero tour europeo previsto per la primavera seguente, già rinviato più volte nel corso degli anni sia a causa della pandemia di COVID-19 sia per i motivi di salute dello stesso Osbourne. Il 10 luglio 2023, sempre per problemi di salute, si è visto costretto ad annullare anche la partecipazione al Power Trip Festival in California con Metallica, Iron Maiden, Guns N' Roses, AC/DC e Tool dal 6 all'8 ottobre 2023; al suo posto si sono esibiti i Judas Priest, che del resto dovevano essere la band di apertura del tour europeo annullato.

### 2024-2025: Ingresso nella Rock and Roll Hall of Fame da solista e concerto di addio

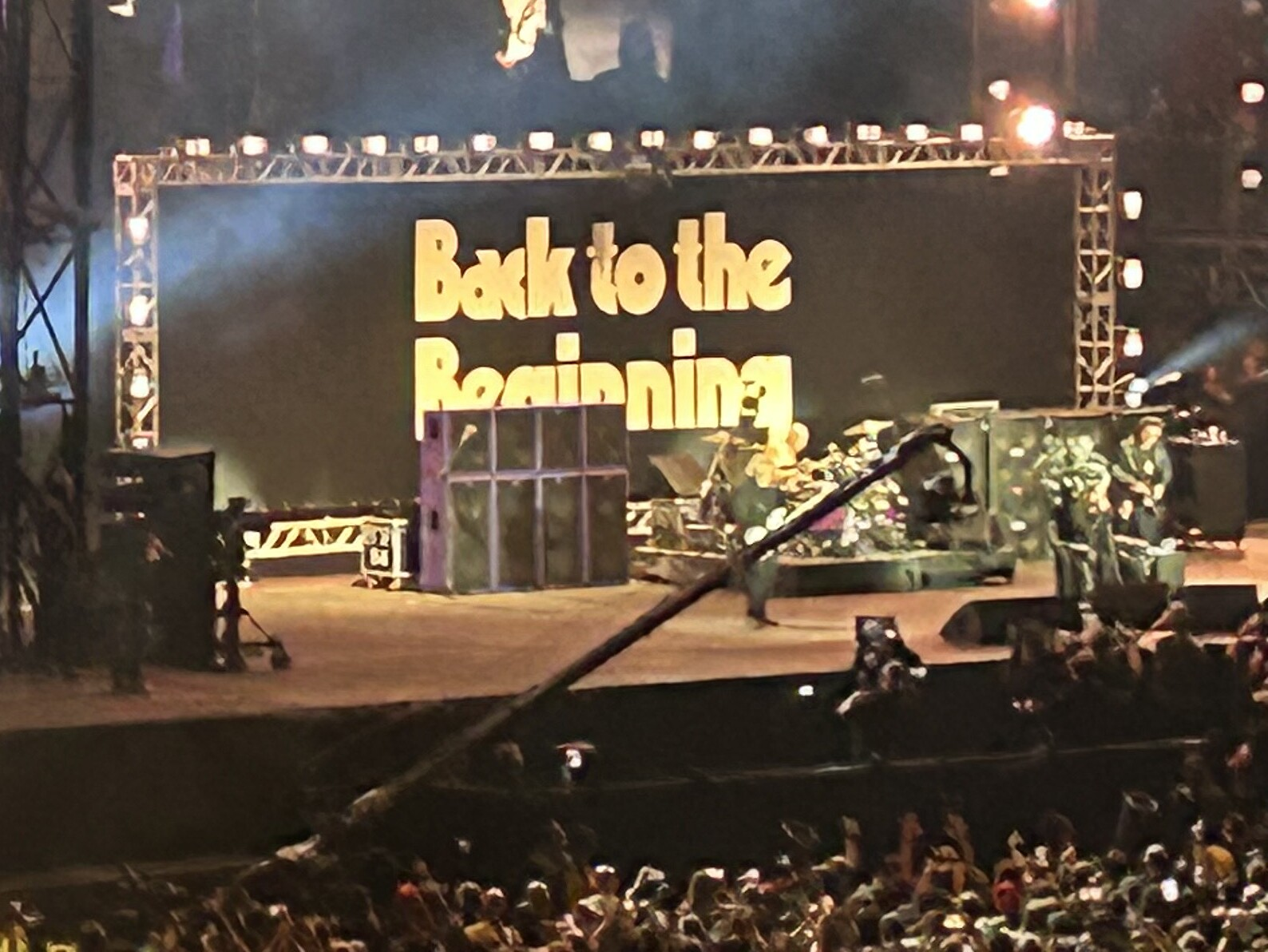
Ozzy Osbourne si esibisce durante il Back to Beginning a Birmingham, 5 luglio 2025

Il 10 febbraio 2024 fu candidato, per la prima volta come solista, per l'introduzione alla Rock and Roll Hall of Fame, dopo esservi già entrato nel 2006 come membro dei Black Sabbath. Vi fu poi introdotto il 19 ottobre dello stesso anno con una cerimonia alla quale presenziò senza esibirsi, lasciando spazio all'esecuzione di Crazy Train, Mama I'm Coming Home e No More Tears da parte di una band formata da Zakk Wylde, Maynard James Keenan, Wolfgang van Halen, Billy Idol, Robert Trujillo, Chad Smith, Jelly Roll, Steve Stevens, Adam Wakeman e Andrew Watt.
Il 5 febbraio 2025 fu annunciato che Osbourne si sarebbe esibito un'ultima volta, dopo 20 anni di assenza dal palcoscenico, con la formazione storica dei Black Sabbath (Tony Iommi, Geezer Butler e Bill Ward) il 5 luglio dello stesso anno a Birmingham. L'evento di celebrazione del suo gruppo storico e della sua carriera come solista fu intitolato Back to the Beginning e vide esibirsi anche Aerosmith, Metallica, Slayer, Pantera, Judas Priest, Anthrax, Gojira, Lamb of God, Halestorm, Alice in Chains, Mastodon, Rival Sons, Tool e Guns N' Roses, più due supergruppi formati da membri di Korn, The Smashing Pumpkins, Limp Bizkit, Disturbed, Rage Against the Machine, Yungblud e altri, che eseguirono brani dei Black Sabbath. Tutti i proventi del concerto furono devoluti in beneficenza. Per i brani da solista, Ozzy è stato affiancato da una formazione composta da Zakk Wylde, Tommy Clufetos, Mike Inez e Adam Wakeman; sia con loro che con gli stessi Sabbath, il frontman ha cantato seduto su un trono.

## Morte
Poche settimane dopo il concerto, il 22 luglio 2025, la famiglia di Osbourne rese noto che Ozzy era morto all'età di 76 anni circondato dall'affetto dei suoi cari, nella loro Welder's House di Jordans, nel Buckinghamshire. Il 5 agosto è stato rivelato che la causa della morte è stata un infarto miocardico.

## Controversie

### Problemi legali e con le droghe

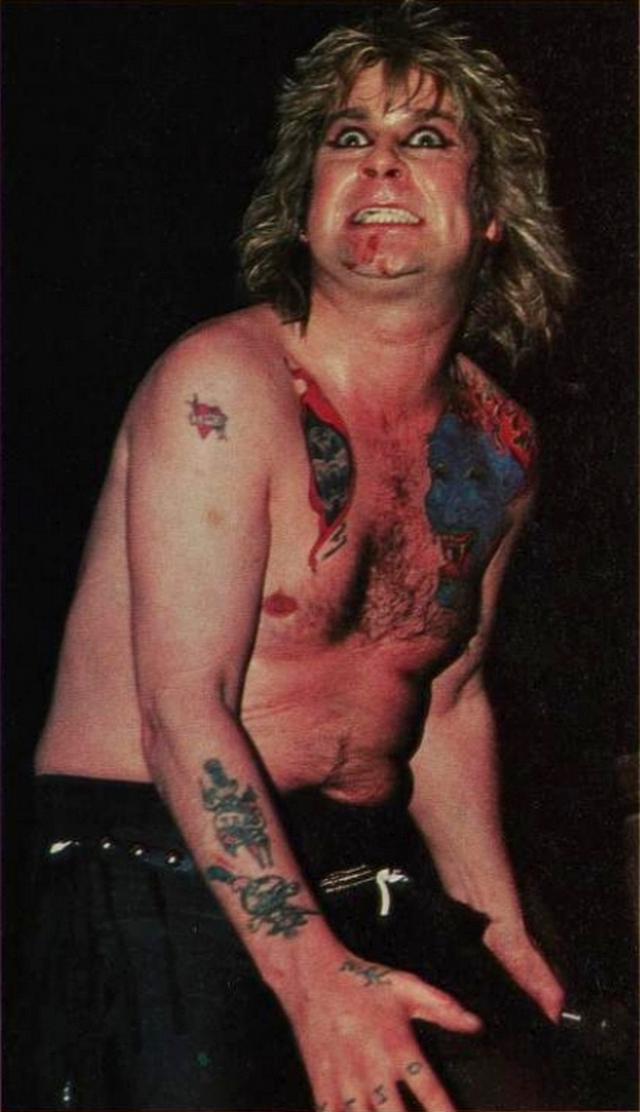
Ozzy Osbourne nel 1984

Ozzy Osbourne è considerato un'icona del rock and roll anche a causa delle numerose controversie legali e dei problemi con la droga e l'alcol che ha dovuto affrontare durante gli oltre 50 anni di carriera.
Già all'età di 17 anni venne arrestato per aver tentato di rubare da un appartamento un televisore da 24 pollici, venendo incarcerato per sei settimane presso la Winston Green Prison di Birmingham.
Nel 1972, durante una sessione di registrazione con i Black Sabbath a Bel Air, in California, la polizia irruppe nella casa affittata dal gruppo, trovandovi grandi quantitativi di cocaina e marijuana, dopo essere giunti sul posto dopo che un ubriaco Osbourne aveva accidentalmente attivato un allarme anti intrusione scambiandolo per il pulsante dell'aria condizionata.
Dopo essere stato allontanato dai Black Sabbath nel 1979, si chiuse in un stanza d'hotel per tre mesi, bevendo alcol, drogandosi e fumando «tutto il giorno, ogni giorno». In seguito dichiarò che se Sharon, sua futura moglie, non fosse venuta in suo soccorso e lo avesse convinto a iniziare una carriera da solista, sarebbe morto all'interno di quella stanza. Tale episodio è narrato nella canzone del 2019 Under the Graveyard e nel suo video musicale.
Nel 1981, presentatosi ubriaco durante un incontro con i responsabili della CBS Columbia per la stipulazione di un accordo discografico, staccò a morsi la testa di un colombo che aveva portato all'interno di una tasca.
Nel gennaio 1982, durante un'esibizione in Iowa, morse anche la testa di un pipistrello morto lanciatogli dal pubblico, convinto fosse di gomma; l'evento riscosse un tale clamore durante gli anni a venire che nel 2019 lo stesso Osbourne volle commemorarlo rilasciando al pubblico una serie di pipistrelli giocattolo con la testa smontabile. Sempre nel 1982, si recò in Texas per visitare Fort Alamo, dove i volontari texani nel 1836 avevano cercato di resistere all'esercito messicano fortificando una piccola missione di costruzione spagnola nei pressi di San Antonio. Dopo essersi ubriacato nella sua stanza d'albergo, uscì vestito da donna per scattare qualche foto. Sentendo il bisogno di urinare, lo fece contro un pezzo di muro diroccato, accorgendosi troppo tardi ch'esso fosse parte di Fort Alamo. Venne così arrestato per aver urinato sul monumento e non gli venne permesso di tornare a suonare a San Antonio. Il bando cadrà in prescrizione solamente nel 1992, quando tornò a suonarci dopo aver donato 10.000 $ ai responsabili della manutenzione di Fort Alamo.
Nel 1984 venne arrestato nuovamente a Memphis, Tennessee, mentre barcollava ubriaco per le strade della città, nonostante la moglie lo avesse convinto pochi mesi prima ad entrare in una clinica di riabilitazione per liberarsi dei suoi problemi di alcol e droghe.
Nell'agosto 1989 tentò di strangolare la moglie, dopo essersi pesantemente ubriacato bevendo quattro bottiglie di vodka. Venne arrestato dalla polizia con l'accusa di tentato omicidio, ma Sharon fece cadere le accuse e lui entrò nuovamente per sei mesi in una clinica di riabilitazione. Dopo l'accaduto, cominciò lentamente a disintossicarsi dall'alcol e dalle droghe pesanti, e a partire dagli anni 2000 attraversò numerosi e lunghi periodi di sobrietà, anche se non riuscì mai a liberarsi definitivamente dalla sua dipendenza dall'alcol.

### Accuse di messaggi subliminali
Il cantante, sin da quando militava nei Black Sabbath, è stato sempre contestato per i suoi atteggiamenti e per la sua musica. Un noto e mesto evento che lo ha visto come imputato fu il suicidio di un suo giovane fan. Il ventisei ottobre 1984 John McCollum, un ragazzo di diciannove anni, venne trovato morto dopo essersi sparato in volto con un colpo di fucile. Al momento del decesso, aveva un walkman e le cuffie nelle orecchie, con dentro una cassetta di Osbourne. Dopo varie indagini, si scoprì che il ragazzo, al momento del gesto, stava ascoltando Suicide Solution, tratto dall'album Blizzard of Ozz.
La Institute for Bio-Acoustics Research Inc., società specializzata nella ricerca di suoni, sostiene che sia contenuta una frase che spinge a compiere questo atto, frase che si dice reciti: «Why Try? Why Try? Get the Gun and try it! Shoot! Shoot! Shoot!» ("Perché provare? Perché provare? Prendi la pistola e provala! Spara! Spara! Spara!"). Il cantante si è difeso dichiarando che la canzone, avendo come tema principale i problemi causati dall'alcol, intendeva "suicide solution" nel senso di un liquido che causa la morte, riferendosi all'alcolismo, e non nel senso di uccidersi di proposito. Inoltre dichiarò di averla dedicata a Bon Scott, cantante degli AC/DC, morto soffocato dal suo stesso vomito dopo essersi ubriacato pesantemente. Tuttavia i genitori del ragazzo intentarono una causa contro Osbourne e la CBS, la sua etichetta. Il diciannove dicembre 1986 il giudice John L. Cole mise fine alle accuse nei suoi confronti rigettando il ricorso perché, secondo la legislazione americana, non si può essere perseguiti per una propria opera artistica. A causa del processo andò a monte la sua partecipazione a un episodio della serie televisiva Miami Vice. In successive dichiarazioni contenute nell'home video Don't Blame Me, Osbourne ammise la presenza di suoni che potevano ricordare una parola simile a "shoot", ma registrate per caso e avulse dal contesto. Inoltre il cantante ha sempre negato di aver pronunciato le parole "get the gun".
Alcune persone sostengono che i messaggi subliminali a sfondo satanico si trovano anche in altri brani di Osbourne. Nella canzone Believer si ascolta la frase: «Watching the time go and feeling belief grow/ Rise above the obstacles», ma riprodotta al contrario, sempre secondo la tesi "subliminale" si ascolterebbe la frase: «Won't you live? Believe me, for now suit yourself» ("Non vivrai? Credimi, per ora fai ciò che ti piace") che ricorda il motto dell'occultista Aleister Crowley "Fai ciò che ti piace". Un altro messaggio subliminale si troverebbe in Bloodbath in Paradise ove, se riprodotto al contrario l'inizio della canzone, si ascolterebbe la frase: «Your mother sells whelks in Hull."», frase che è probabilmente una parodia di quella che compare nella versione in lingua originale del film L'esorcista. Il messaggio è stato inserito come risposta scherzosa ai critici che accusavano la band di nascondere messaggi satanici nella propria musica, e non è stata la prima volta che è ricorso a questo stratagemma: anche le scritte runiche sulla copertina del suo primo album live Speak of the Devil con in primo piano un volto di Osbourne "demoniaco", avevano un significato ironico o di scherno verso possibili detrattori.

## Componenti della band

### Ultima
- Zakk Wylde – chitarra solista (1987-1995, 2000-2009, 2017-2018, 2025)
- Adam Wakeman – tastiera, chitarra ritmica (2004-2018, 2025)
- Mike Inez – basso (1989-1996, 2025)
- Tommy Clufetos – batteria (2009-2018, 2025)

## Discografia

### Solista

#### Album in studio
- 1980 – Blizzard of Ozz
- 1981 – Diary of a Madman
- 1983 – Bark at the Moon
- 1986 – The Ultimate Sin
- 1988 – No Rest for the Wicked
- 1991 – No More Tears
- 1995 – Ozzmosis
- 2001 – Down to Earth
- 2007 – Black Rain
- 2010 – Scream
- 2020 – Ordinary Man
- 2022 – Patient Number 9

#### Album di cover
- 2005 – Under Cover

### Con i Black Sabbath

#### Album in studio
- 1970 – Black Sabbath
- 1970 – Paranoid
- 1971 – Master of Reality
- 1972 – Vol. 4
- 1973 – Sabbath Bloody Sabbath
- 1975 – Sabotage
- 1976 – Technical Ecstasy
- 1978 – Never Say Die!
- 2013 – 13

## Filmografia

### Attore

#### Cinema
- Morte a 33 giri (Trick or Treat), regia di Charles Martin Smith (1986)
- The Decline of Western Civilization Part II: The Metal Years, regia di Penelope Spheeris – documentario (1988)
- Gangster per gioco (The Jerky Boys: The Movie), regia di James Melkonian (1995)
- Private Parts, regia di Betty Thomas (1997)
- Little Nicky - Un diavolo a Manhattan (Little Nicky), regia di Steven Brill (2000)
- Moulin Rouge!, regia di Baz Luhrmann (2001)
- Austin Powers in Goldmember, regia di Jay Roach (2002)
- God Bless Ozzy Osbourne, regia di Mike Fleiss e Mike Piscitelli (2011)
- Ghostbusters, regia di Paul Feig (2016) - cameo
- Back to the Beginning: Ozzy’s Final Bow (2026)

#### Televisione
- Parker Lewis – serie TV, episodio 1x14 (1990)
- The Osbournes – reality show, 52 puntate (2002-2005)
- CSI - Scena del crimine (CSI: Scene Crime Investigation) - serie TV, episodio 13x22 (2013)
- The Conners – serie TV, episodio 2x15 (2020)

## Doppiatore
- South Park, serie animata, episodio 2x14 (1998)
- Gnomeo e Giulietta (Gnomeo & Juliet), regia di Kelly Asbury (2011)
- Fish Hooks - Vita da pesci (Fish Hooks) – serie animata, episodio 1x26 (2012)
- Sherlock Gnomes, regia di John Stevenson (2018)
- Trolls World Tour, regia di Walt Dohrn (2020)
- The Nine Lives of Ozzy Osbourne, regia di Greg Johnston (2021)

## Riconoscimenti
- 1994 – Grammy Award alla miglior interpretazione metal per I Don't Want to Change the World
- 2004 – premio Godlike Genius agli NME Awards
- 2005 – introduzione nella UK Music Hall of Fame sia come solista che come membro dei Black Sabbath
- 2006 – introduzione nella Rock and Roll Hall of Fame come membro dei Black Sabbath
- 2007 – coprotagonista dell'annuale VH1 Rock Honors
- 2007 – introduzione nella The Birmingham Walk of Stars
- 2008 – premio Living Legend ai Classic Rock Roll of Honour Awards
- 2010 – premio Literary Achievement per l'autobiografia I Am Ozzy ai Guys Choise Awards
- 2015 – premio Lifetime Achievement agli Ivor Novello Awards
- 2021 – introduzione nella WWE Hall of Fame[60]
- 2023 – Grammy Award alla miglior interpretazione metal per Degradation Rules
- 2023 – Grammy Award al miglior album rock per Patient Number 9
- 2024 – introduzione nella Rock and Roll Hall of Fame come solista

## Doppiatori italiani
Nelle versioni in italiano delle opere in cui ha recitato, Ozzy Osbourne è stato doppiato da:
- Pietro Biondi in Morte a 33 giri
- Saverio Moriones in The Osbournes
- Alessandro Ballico in CSI - Scena del crimine

Da doppiatore è stato sostituito da
- Christian Iansante in Gnomeo e Giulietta
- Marco Mete in Trolls World Tour

### Enciclopedie
- Riccardo Bertoncelli, Storia leggendaria della musica rock, Firenze, Giunti Editore, 1999,  p. 256, ISBN 88-09-01407-3.
- Alessandro Bonini, Emanuele Tamagnini, I Classici del Rock: i Protagonisti Che Hanno Contribuito a Rendere Immortale il Rock, Roma, Gremese editore, 2005, ISBN 978-88-8440-363-6.
- (EN) Ian Christe, Sound of the beast: the complete headbanging history of heavy metal, Allison & Busby, 2004,  p. 399, ISBN 0-7490-8351-4.
- Federico Guglielmi, Cesare Rizzi, Grande Enciclopedia Rock, Firenze, Giunti editore, 2002, ISBN 88-09-02852-X.
- (EN) Colin Larkin, The Guinness Encyclopedia of Popular Music, Guinness, 1992,  p. 3295, ISBN 0-85112-939-0.
- (EN) Edward Macan, Rocking the classics: English progressive rock and the counterculture, Oxford University Press US, 1997,  pp. 290, ISBN 978-0-19-509887-7.
- Joel McIver, Black Sabbath, Tsunami Edizioni, 2009,  p. 416, ISBN 978-88-96131-09-1.
- Cesare Rizzi, Enciclopedia della Musica Rock. 1970-1979, Firenze, Giunti editore, 1996, ISBN 978-88-09-21523-8.
- Luca Signorelli, Metallus. Il libro dell'Heavy Metal, Giunti Editore, 2001,  p. 192, ISBN 88-09-02230-0.
- Martin C. Strong, The great rock discography, Giunti Editore, 1998,  p. 1120, ISBN 88-09-21522-2.
- (EN) Robert Walser, Running with the Devil: power, gender, and madness in heavy metal music, Wesleyan University Press, 1993,  p. 193, ISBN 978-0-8195-6260-9.

### Testi monografici
- (EN) Chris Ayres, Io sono Ozzy [I Am Ozzy], Grand Central Publishing, 2010,  p. 383, ISBN 978-88-6231-206-6.
- (EN) Garry Bushell, Mick Wall, Stephen Rea, Ozzy Ozbourne: Diary of a Madman, Zomba Books, 1984,  p. 208, ISBN 978-0-946391-46-2.
- (EN) Barney Hoskyns, Into the void: Ozzy Osbourne and Black Sabbath: a Rock's backpages reader, Omnibus Press, 2004,  p. 182, ISBN 978-1-84449-150-6.
- Ken Paisli, Ozzy: la storia, traduzione di Federico Traversa, Cornaredo, Il castello, 2020, ISBN 978-88-276-0194-5.
- (EN) Harry Shaw, Parola di Ozzy [Ozzy Talking: Ozzy Osbourne in His Own Words], Ominbus Press, 2010  [2002],  p. 136, ISBN 978-88-96131-11-4.